# بوبي بلاكوود
بوبي بلاكوود (بالإنجليزية: Bobby Blackwood)‏ (20 أغسطس 1934 بإدنبرة في المملكة المتحدة - 25 يونيو 1997) هو لاعب كرة قدم بريطاني في مركز نصف الجناح. لعب مع إيبسويتش تاون وكولتشستر يونايتد وهارت أوف ميدلوثيان ورابطة كرة القدم الاسكتلندية الحادية عشر ‏ وهاويك رويال ألبرت ‏.

## وصلات خارجية
- بوبي بلاكوود على موقع قاعدة بيانات كرة القدم.إي يو (الإنجليزية)
- بوبي بلاكوود على موقع Soccerway.com (الإنجليزية)